# Giovanni Bovetti
Giovanni Bovetti (Mondovì, 7 febbraio 1901 – Torino, 15 aprile 1965) è stato un avvocato e politico italiano.
È stato Sottosegretario alla Difesa nel VI Governo De Gasperi, Sottosegretario ai Trasporti nel VIII Governo De Gasperi e nel Governo Pella, ancora Sottosegretario alla Difesa nel I Governo Segni, nel Governo Zoli, nel II Governo Segni, nel Governo Tambroni (con delega per l'aviazione civile), nel III Governo Fanfani (con delega per l'aviazione civile), e Sottosegretario al Tesoro nel IV Governo Fanfani e nel I Governo Leone.
Nel 1964 si dimette da parlamentare e viene nominato Presidente della Cassa di Risparmio di Torino, incarico che manterrà fino alla morte avvenuta l'anno seguente. Il suo posto venne occupato dal collega di partito Gian Aldo Arnaud.